# اسپرینگ ویل ساوث، ویکتوریا
اسپرینگ ویل ساوث (به انگلیسی: Springvale South) یک حومه شهر در استرالیا است که در ویکتوریا (استرالیا) واقع شده‌است.